# Teerfarbenwerk Oehler
Das Teerfarbenwerk Oehler war ein ursprünglich vom promovierten Chemiker Ernst Sell im Jahre 1842 in Offenbach am Main gegründeter Betrieb zur Destillation von Steinkohlenteer. Der erste selbstständige Hersteller von Asphaltprodukten in Deutschland konzentrierte sich nach 1850 als Teerfarbenwerk Oehler auf die Herstellung von Teerfarben. Er wurde 1905 von der Firma Chemische Fabrik Griesheim-Elektron aufgekauft und gehörte ab 1952 als Werk Offenbach der Hoechst AG. 2010 wurden die Anlagen unter ihrem letzten Eigentümer Invista Resins & Fibres stillgelegt. Diese lagen im heutigen Offenbacher Stadtteil Offenbach-Ost und hatten bis 1993 Anschluss an die Industriebahn Offenbach und Hafenbahn Offenbach.

## Geschichte

### 1842–1850 Sellsche Asphaltfabrik
Ernst Sell (1808–1854) gründete 1842 mit Unterstützung von Conrad Zimmer am Mainufer zwischen Offenbach und dem heutigen Stadtteil Bürgel eine chemische Fabrik zur Teerdestillation. Die notwendigen Erfahrung hatte er zuvor durch Vermittlung von Liebig in den Teerwerken von Karl von Reichenbach sammeln können. Als Rohstoff bezog Sell den Teer von den Frankfurter Gaswerken, später auch von weiter entfernten Gaswerken. Die Destillationsfabrik stellte zu dieser Zeit typische Asphaltprodukte wie Phenol, Naphthalin, Ruß, Wagenschmiere und Kreosot her. Von hier erhielt A. W. Hofmann im Jahr 1843, er war zu dieser Zeit Liebigs Privatassistent, erste Proben eines Anilin-enthaltenden Destillats, aus dem von William Henry Perkin 1856 erstmals Mauvein synthetisiert wurde. Mauvein gilt gemeinhin als erster Anilinfarbstoff.
1850 verkaufte Sell aus gesundheitlichen Gründen die „Sellsche Teerdestillation“ an den Schweizer Fabrikanten Karl Gottlieb Reinhard Oehler.

### 1850–1905 K. Oehler Anilin- und Anilinfarbenfabrik
Oehler betrieb die Firma weiter als „Oehlersche Teerdestillation“ bis zum Herbst 1856 und der Anstellung von Peter Grieß, die von A. W. Hofmann arrangiert worden war. Grieß konzentrierte sich auf die Herstellung von Farbstoffen auf Anilin-Basis, bis im Sommer 1857 ein Großbrand bei der Benzoldestillation einen Großteil des Werks vernichtete und Grieß danach kündigte. Erst 1860 gelingt Oehler mit neuen Mitarbeitern die Synthese von Mauvein. Der enorme Bedarf an Fuchsin und verschiedenen synthetischen Blautönen ließ die Firma kontinuierlich am Standort Offenbach expandieren, führte aber ab 1862 auch zur Gründung der großen Wettbewerber Badische Anilin- & Soda-Fabrik, Friedr. Bayer et comp. und Theerfarbenfabrik Meister Lucius & Co. 1870 wurde auf der gegenüberliegenden Mainseite in Fechenheim die Frankfurter Anilinfarbenfabrik von Gans und Leonhardt gegründet.
1870 übernahmen zwei seiner Söhne, Karl (1836–1909) und Eduard (1837–1909), die Leitung des Familienbetriebes K. Oehler Anilin- und Anilinfarbenfabrik. 1872–1878 entwickelte Alfred Kern hier neue Triphenylmethanfarbstoffe. 1884–1888 übernahm Paul Friedlaender das wissenschaftliche Labor und sichtete die internationale Patentlage. Eigene Patente wurden an Theodor Meyer, Julius Herbany, Leopold August Laska und Karl Oehler erteilt.
Von Eduard und dessen Sohn Eugen ist dagegen nur ein einziges Patent bekannt.
K. Oehler in Offenbach spendete neben anderen Industriellen und Hochschulchemikern 1883 einen (relativ hohen) Betrag von 100 Mark für das „Wöhler-Denkmal“. Der Geh.Komm.-Rat Oehler spendete 1908 seinen 10.000 Mk-Anteil von 1898 an der Hofmannhaus-Gesellschaft der DChG.
Am 6. Juli 1905 wurde die Firma K. Oehler Anilin- und Anilinfarbenfabrik Offenbach von den Inhabern für 2 Mio. Mark an das Frankfurter Unternehmen Griesheim-Elektron verkauft. Zum Zeitpunkt des Verkaufs erzielte der Familienbetrieb mit ungefähr 600 Mitarbeitern einen Jahresumsatz von (nur) 7,5 Mio. Mark. Wegen des internationalen Wettbewerbs und Preisdrucks schlossen sich ab 1904 erste chemische Unternehmen der Farbenindustrie zu „Interessensgruppen“ zusammen.

### 1906–1952 Naphtol-Chemie Offenbach

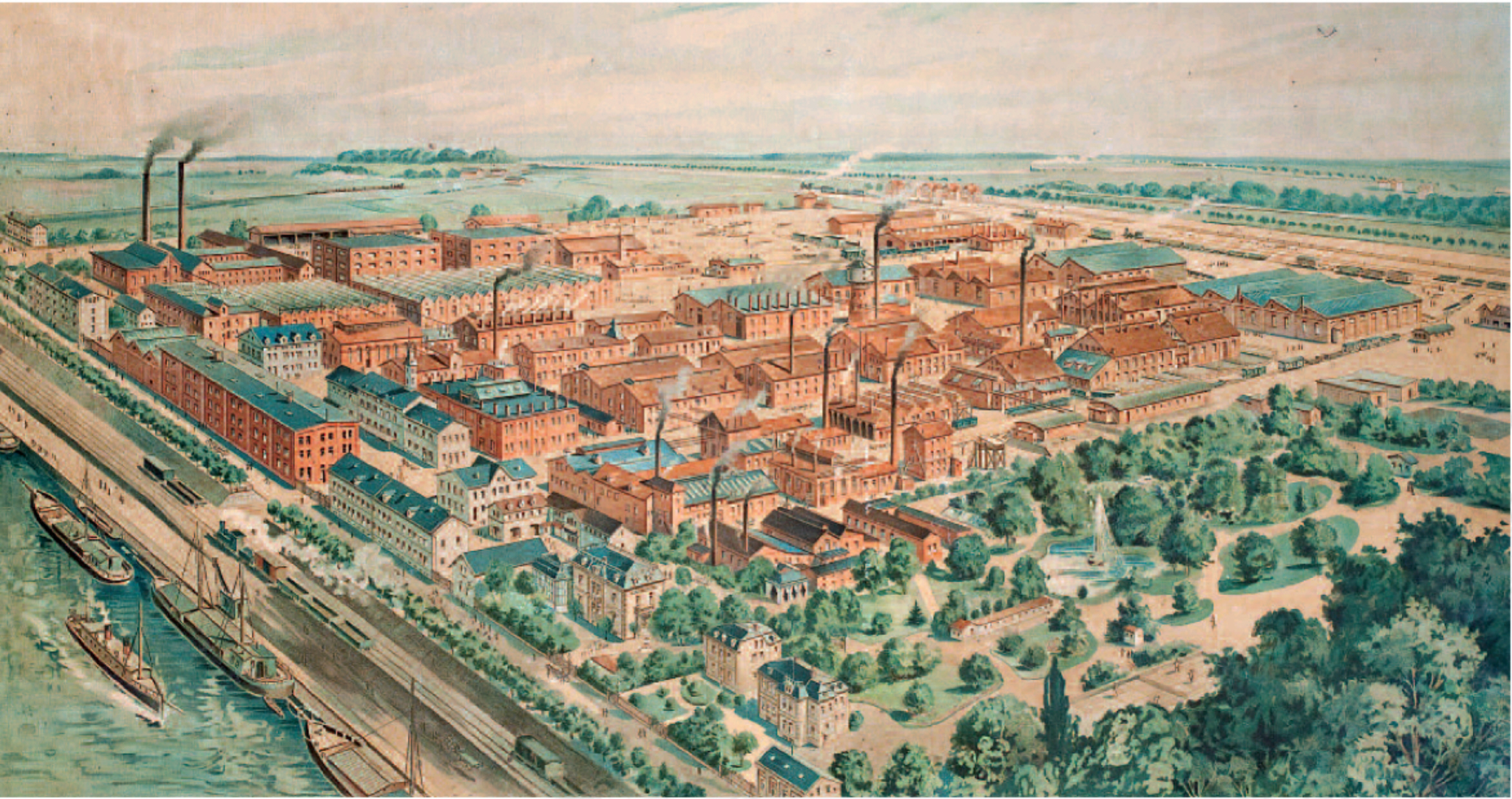
Die „Naphtol-Chemie“ in Offenbach 1905

Neuer Werksleiter wurde von 1906 bis 1910 der technische Direktor des Griesheimer Werks Bernhard Lepsius.
Griesheim-Elektron erweiterte das Werk in Offenbach und entwickelte neue Färbeverfahren, später wurde es in Naphtol-Chemie Offenbach umbenannt. Von L. A. Laska, Arthur Zitscher und Adolf Winther wurde 1911 gefunden, dass sich das Anilid der 2-Hydroxynaphthalin-3-carbonsäure als Kupplungskomponente besonders gut eignet, um auf Baumwolle licht- und waschfeste Azo-Farbstoffe zu erzeugen. Diese Kupplungskomponente wurde unter dem Handelsnamen Naphtol AS ab 1912 in Offenbach produziert.
1925 gehörte Griesheim-Elektron unter Vorstand Plieninger zu den Gründungsmitgliedern der I.G. Farbenindustrie AG.

### 1952–1993 Hoechst Werk Offenbach

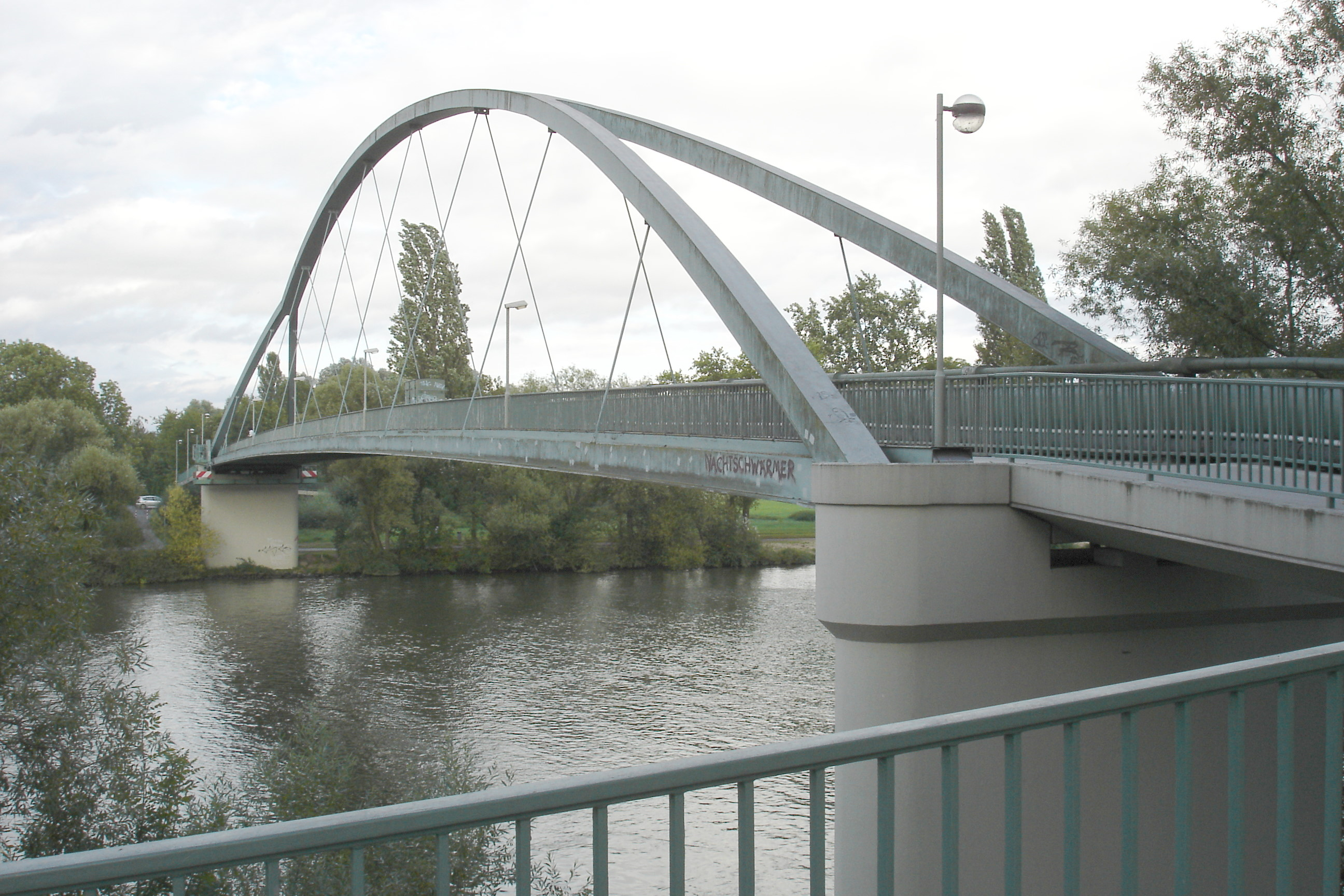
Der Arthur-von-Weinberg-Steg verbindet seit 1981 die Werke Cassella und Offenbach

Im Rahmen der Entflechtung der IG Farben 1951 sollte der Betrieb in Offenbach ursprünglich nach 1945 demontiert werden, wurde dann aber als „Naphtol-Chemie Offenbach“ aufrechterhalten und später als Werk Offenbach bei den Farbwerken Hoechst integriert. Seit Mitte der 60er Jahre erhielt das Werk mit der Produktion von Polyestergrundstoffen ein neues Standbein. Unter anderem wurde hier Dimethylterephthalat als Vorprodukt von Polyethylenterephthalat (PET) hergestellt, das zu Textilfasern unter dem Markennamen Trevira, zu Polyesterfolien (Hostaphan) und Getränkeflaschen weiterverarbeitet wurde. 1981 errichtete die Cassella AG in Frankfurt-Fechenheim eine gemeinsame Kläranlage zur Reinigung der Abwässer der Cassella AG und des Werkes Offenbach. Die beiden Werke liegen etwa drei Kilometer voneinander entfernt auf verschiedenen Seiten des Mains. Für die Abwasserleitung aus Offenbach wurde der Arthur-von-Weinberg-Steg als Mainüberquerung gebaut.

### 1994–2010 Ausgliederungen
1997 verkaufte Hoechst den Geschäftsbereich Spezialchemikalien, zu dem auch das Werk Offenbach und der Cassella-Standort in Fechenheim gehörten, an die Clariant. 1998 fusionierten die Werke Offenbach und Cassella der Clariant zum Werk Cassella-Offenbach. Im Zuge der Werkfusion wurden Infrastrukturbereiche der Werke zusammengelegt. Die Werkschule und der Bereich Analytik wurden am Standort Cassella zusammengefasst.
2001 verkaufte Clariant das Werk Cassella-Offenbach, mit Ausnahme zweier Forschungsabteilungen, an eine Gruppe ehemaliger Hoechst-Manager, die den Betrieb unter dem Namen AllessaChemie GmbH weiterführen. Bis Mitte 2009 wurde der Standort Offenbach von den Firmen Invista Resins & Fibres – Käufer der Hoechst Polyester-Sparte – sowie von Allessa und IWO Pellets Rhein-Main genutzt. Die Infrastruktur wurde hierbei von Allessa zur Verfügung gestellt.
Am 5. Februar 2009 gab Invista Resins & Fibres bekannt, die Produktion am Standort Offenbach aufzugeben und sich bis Ende 2009 komplett aus Offenbach zurückzuziehen. Mitte 2010 legte auch Allessa den letzten Produktionsbetrieb still. Danach wurde das 32 Hektar große Gelände bis auf die denkmalgeschützten Gebäude zurückgebaut. Auf dem Gelände betreibt die Energieversorgung Offenbach ein Pellet-Werk.

### Entwicklung seit 2010
Von 2009 bis 2019 lag das Gelände brach. Am 4. Nov, 2019 gab die Stadt Offenbach bekannt, das Gelände für 7,2 Mio. € gekauft zu haben und wieder ein Gewerbegebiet zu entwickeln. Es soll das Dritte werden. Auch werden die Kosten der Giftstoffentsorgung aus den vergangenen 170 Jahren von der Stadt getragen.

## Sonstiges
Das ehemalige Chemie-Werk ist Teil des Projektes Route der Industriekultur Rhein-Main.